# ノーラ・フエネット

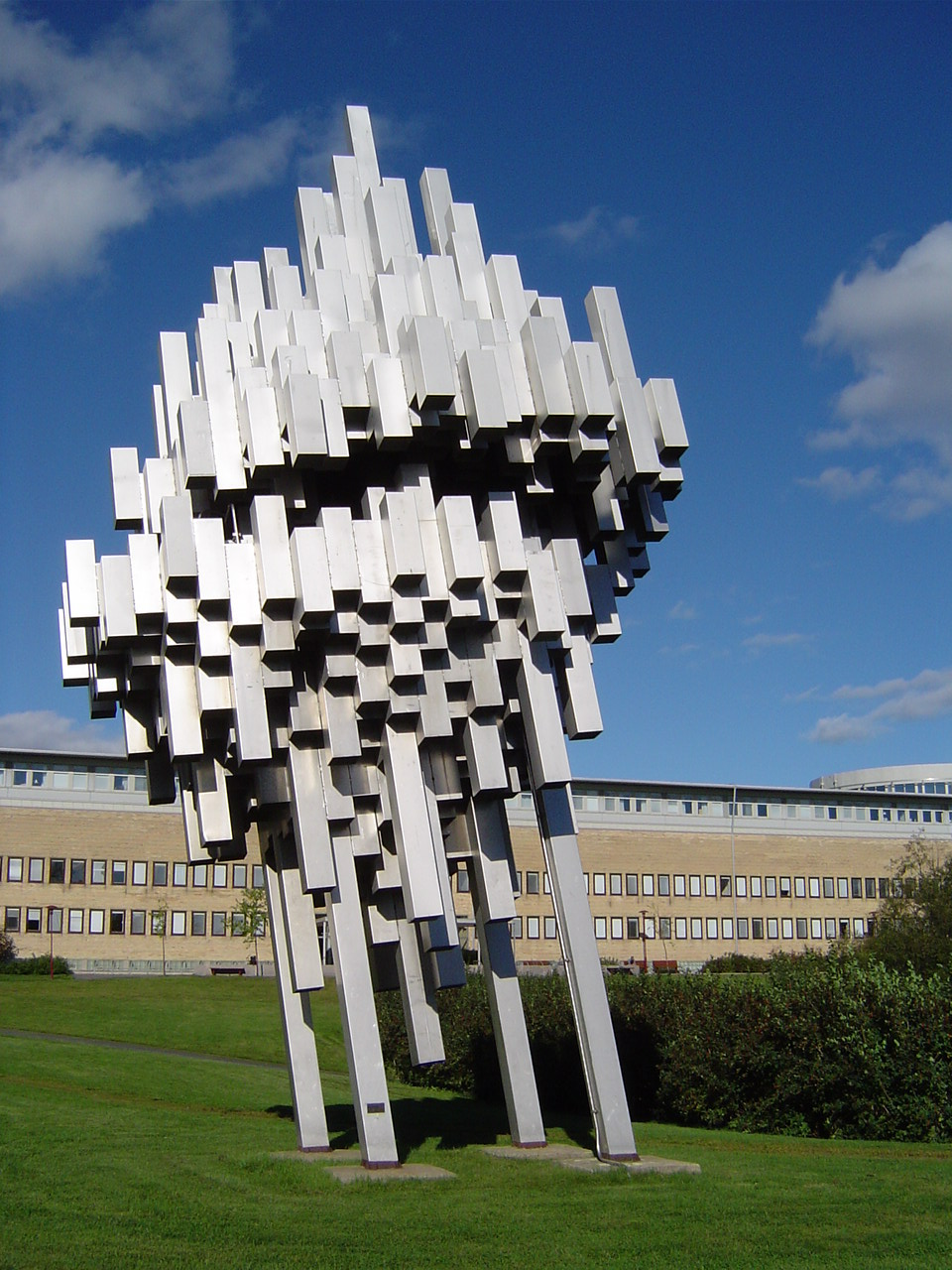
オーロラを表した彫刻

ノーラ・フエネット（スウェーデン語: Norra skenet）とは、ウメオ大学のキャンパス内にある北極光を表した彫刻作品である。彫刻はウメオ大学の対外的なシンボルとして使用されている。

## 概要
彫刻は研磨済みの光沢のあるステンレス鋼で作られており、長方形の鉄パイプはオーロラ（北極光）のように対角線の構図で溶接されている。彫刻は内蔵スポットライトによって発光する。ウメオ大学は生徒募集などの際に彫刻を大学のシンボルとして使用している。

## 歴史
1967年にウメオ大学のキャンパス計画の一環として彫刻の競技会を実施し、アーンスト・ノルディン（Ernst Nordin）が優勝した。彫刻が最初にキャンパスに設置されたのは1969年であり、その後教員養成ホールを建設するために、現在の場所に移された。